# Simpang Bolon
Simpang Bolon is een bestuurslaag in het regentschap Tapanuli Utara van de provincie Noord-Sumatra, Indonesië. Simpang Bolon telt 981 inwoners (volkstelling 2010).